# Sante Arduino
Sante Arduino fue un médico, químico y toxicólogo del siglo XV de Italia.
Sante Arduino, médico y físico consumado, cogió gran fama por sus escritos (AA.VV.-"Dizionario generale di scienze, lettere, arti, storia, geografia,..", Torino, 1863)

## Biografía
Arduino nació en Pesaro en el ducado de Urbano II y practicó su trabajo como médico en Venecia, en 1430, pero se ignora la fecha de su muerte, y Simphorien Champier (1472-1539), médico, autor de "De legum divinarum et humanarum conditoribus" impresa después de " De medicinae claris scriptoribus", Lyon, 1506, in-8º, lo cita con elogios, y Giammaria Mazzuchelli lo cita en su obra "Gli scrittori d'Italia", Brescia, 1753-63, 2vols.
Arduino escribió un tratado sobre los venenos muy estimado, publicado por Dominique Canali de Feltre, 1492, in-fol, reimpresa dicha obra en "Commentarium de venenis" del cardenal Ferdinan Ponzetti (-1527), Bale 1552-1563 in-fol., edición rara llena de curiosidades, con un prefacio de Théodore Zwinger, médico, autor de "Epitome totius medicinae", Londres, 1701, in-8º, "Paedojatreja practica, curationem plerorumque morborum puerilium per meras observationes...", Basilea, 1772, 736 pags. "Fasciculus dissertationum medicarum selectiorum", Basilea, 1710, 649 pags., "Specimen materiae medicae", Bailea, 1722 y de "Theatre botanique", Bale, 1696, in-fol., con todas las observaciones hechas por este autor en el siglo XVI sobre los venenos.
Arduino divide su obra en dos libros: la primera trata de las diferentes especies de veneno y la segunda parte sobre los antídotos, y en la biblioteca de Johann Matthias Gesner (1691-1761), en la página 743, se atribuye a Arduino un tratado de venenos, y otro de su proliferación, suponiendo Mazzuchelli que jamás fueron impresos y así como otros opúsculos.

## Obras
- Opus de venenis,..., Basilea, H. Petri, 1562.
- Santis Ardoyni Piasaurensis medici Opus de venenis a multis hactenus desideratum,..., Basilea, H.Petri, 1562.
- De venenis, Veneci, V. Rizus, 19 de julio de 1492.
- Incipit liber de venenis...., Venice, 1492.
- De orationea
- De odoratione
- De venenis quem magister Santes de Ardoynis de pesauro phisicus, Bernardini, 1492.
- De profilicatione